# Nijmeegsche Bankvereeniging Van Engelenburg & Schippers
De Nijmeegsche Bankvereeniging Van Engelenburg & Schippers was een Nijmeegse bank die bestond tussen 1887 en 1942.

## Geschiedenis
In 1871 gingen de heren Jean Bousquet en Lambertus Cornelis van Engelenburg een vennootschap aan. Tussen 1871 en 1886 traden zij op als agent van de Geldersche Credietvereeniging.
In 1887 richt Van Engelenburg samen met Willem Hendrik Schippers de Nijmeegsche Bankvereeniging Van Engelenburg & Schippers op als commanditaire vennootschap met een kapitaal van 240.000 gulden. De bank verstrekt in 1891 een lening aan vader en zoon Philips bij de oprichting van een gloeilampenfabriek te Eindhoven. Tussen 1906 en 1918 wordt er een vennootschap gesloten tussen Lambertus Cornelis van Engelenburg, zijn zoon Jan van Engelenburg, Jan Schippers en Paul Hendrik Soeters. Langzaam groeit de bank uit tot een van de grootste in Nijmegen. De bank had een duidelijk liberaal protestants signatuur. In 1920 neemt de bank de Leendertz en Co. en Carbasius Bank over en in 1921 de Wageningse firma S.A. Van Minden (1840). In 1925 bleken de zaken minder goed te gaan: het dividend over 1924 werd gepasseerd en het inmiddels tot 2 miljoen uitgebreide kapitaal werd tot 1 miljoen teruggebracht. Na de Beurskrach van 1929 worden de activiteiten in 1931 overgenomen door de Twentsche Bank N.V., terwijl aan aandeelhouders 375 gulden per aandeel van 500 wordt terugbetaald. Jan van Engelenburg wordt als directeur wordt aangesteld. Officieel is de bank geliquideerd in 1942.
Na het samengaan van de Twentsche Bank en de Nederlandsche Handel-Maatschappij ontstond in 1964 de Algemene Bank Nederland. Deze fuseerde in 1991 met de AMRO Bank tot de ABN-AMRO. Het gebouw doet sinds 1996 dienst als callcenter van de ABN-AMRO.

## Oscar Leeuw
Aan het begin jaren 1920 werd het originele bankgebouw, sinds 1898 gevestigd in een pand aan de Snijdersstraat, te klein bevonden. Men besloot een nieuwe kantoor te bouwen in het financiële centrum van Nijmegen: Het Mariënburg. Het werd in 1920–1921 gebouwd naar een ontwerp van Oscar Leeuw.  Het gebouw is in de stijl van art deco en eclecticisme gebouwd met zichtbare expressionistische tendensen. Het beeldhouwwerk is verzorgd door Egidius Everaerts. Het figuratieve werk was van de hand van Jac. Maris. In september 1944, tijdens Operatie Market Garden werd het bankgebouw door de Duitse bezetters volledig in brand gestoken. Alleen de buitenmuren stonden nog overeind. Het achterste deel van het gebouw is begin jaren 1970 gesloopt en vervangen door nieuwbouw. Ook beide koepels op het dak zijn hierbij verloren gegaan.

## Afbeeldingen

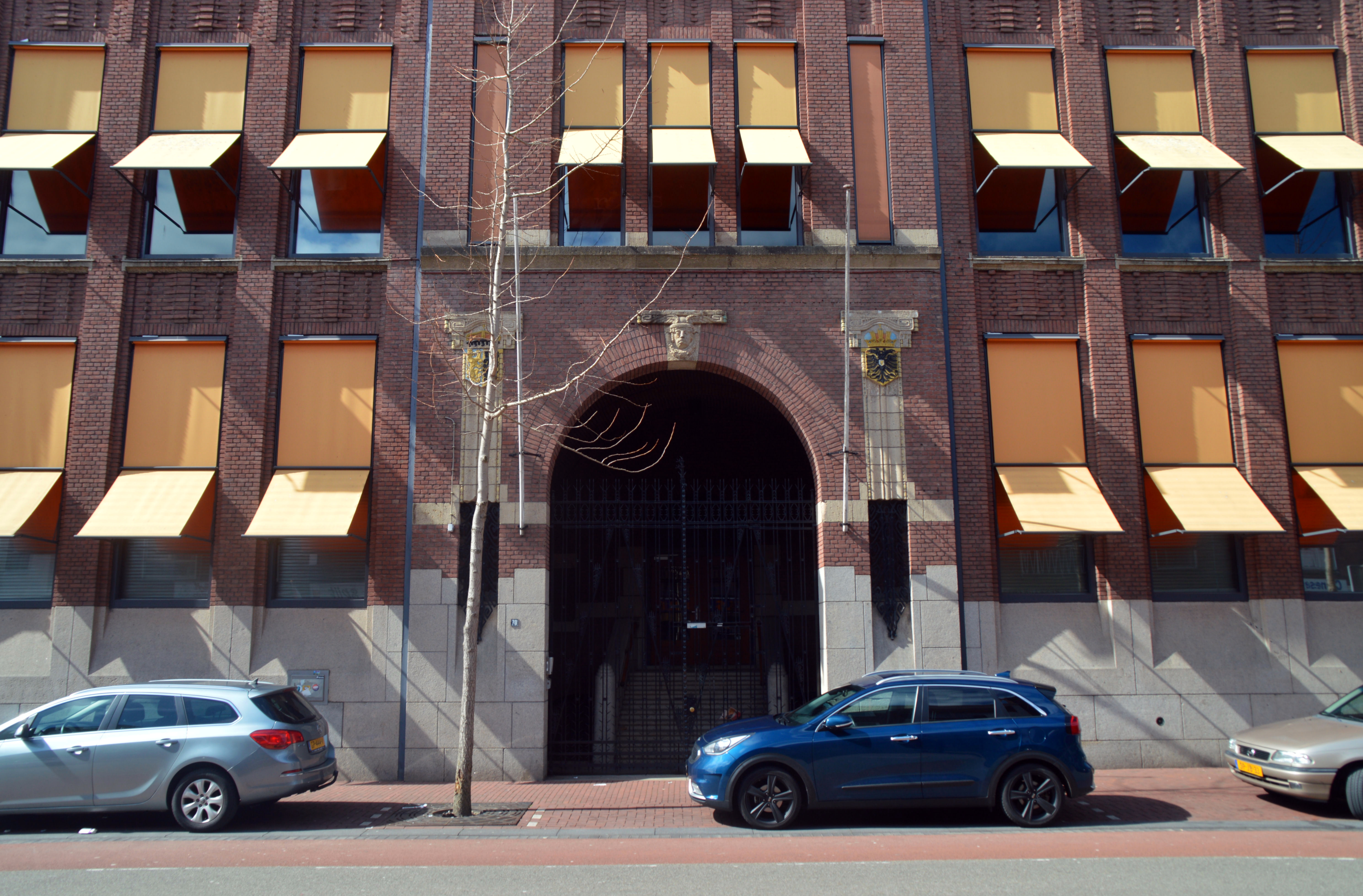
Vooraanzicht
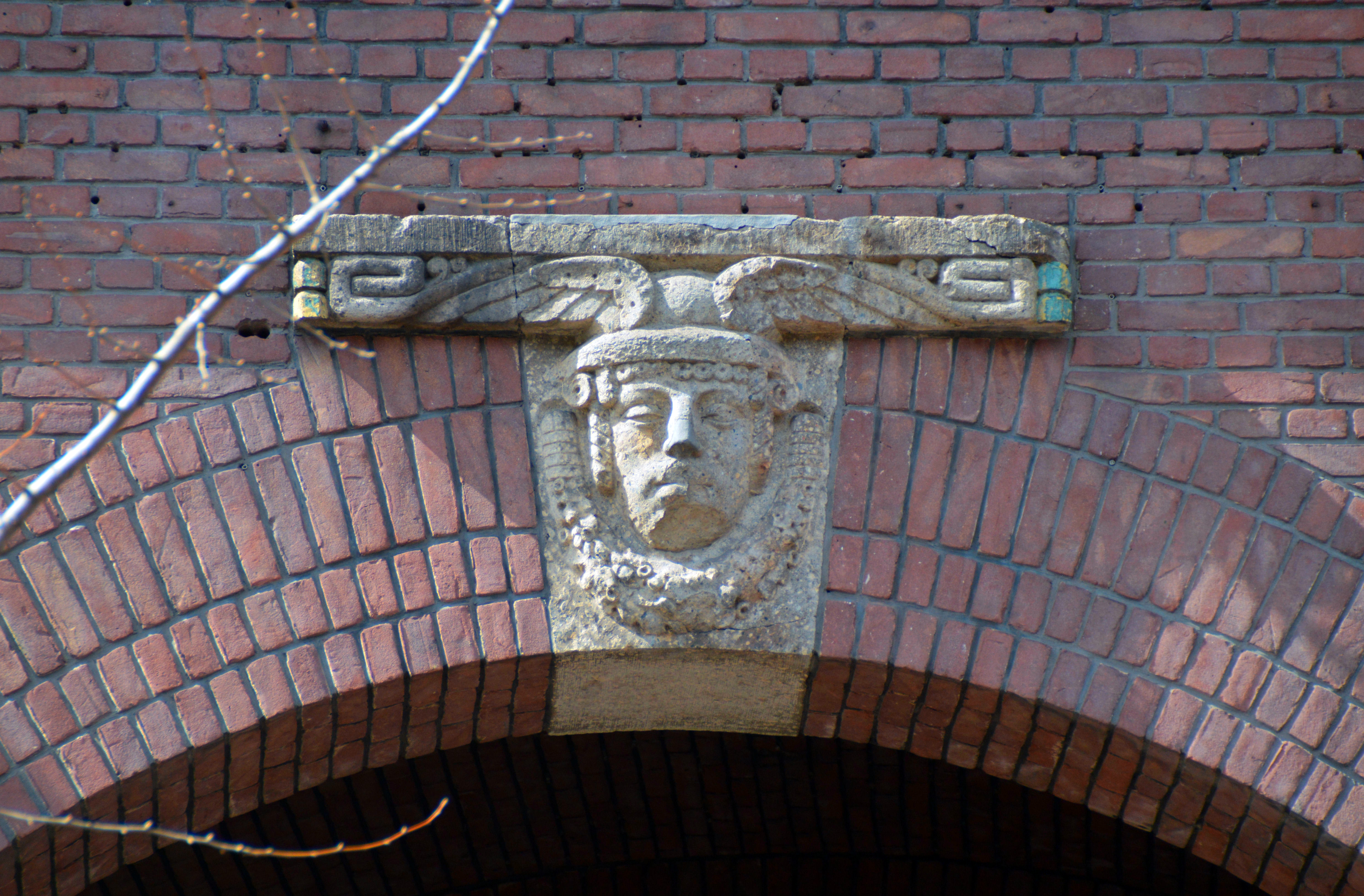
Mercuriuskop
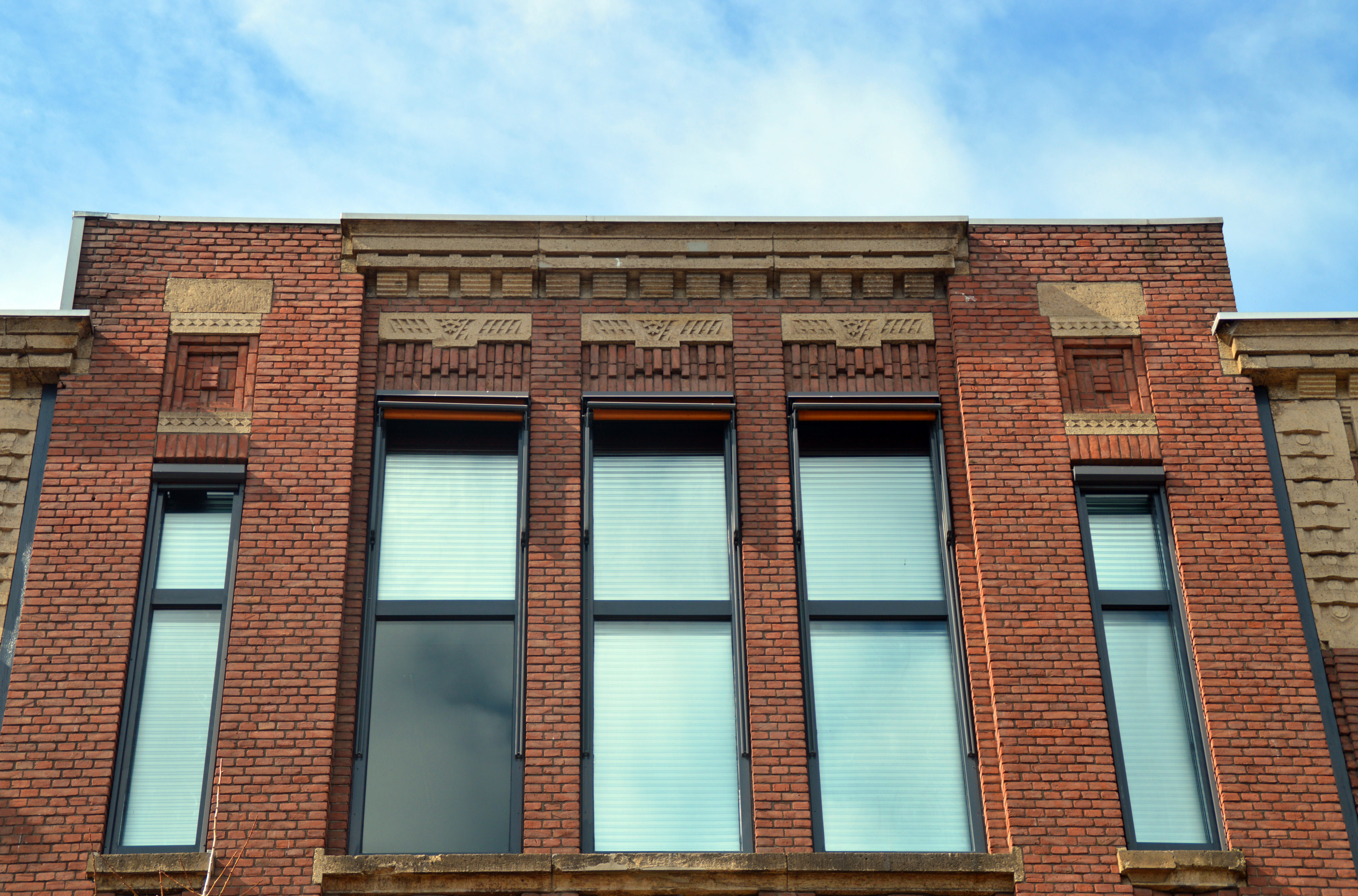
Gevel
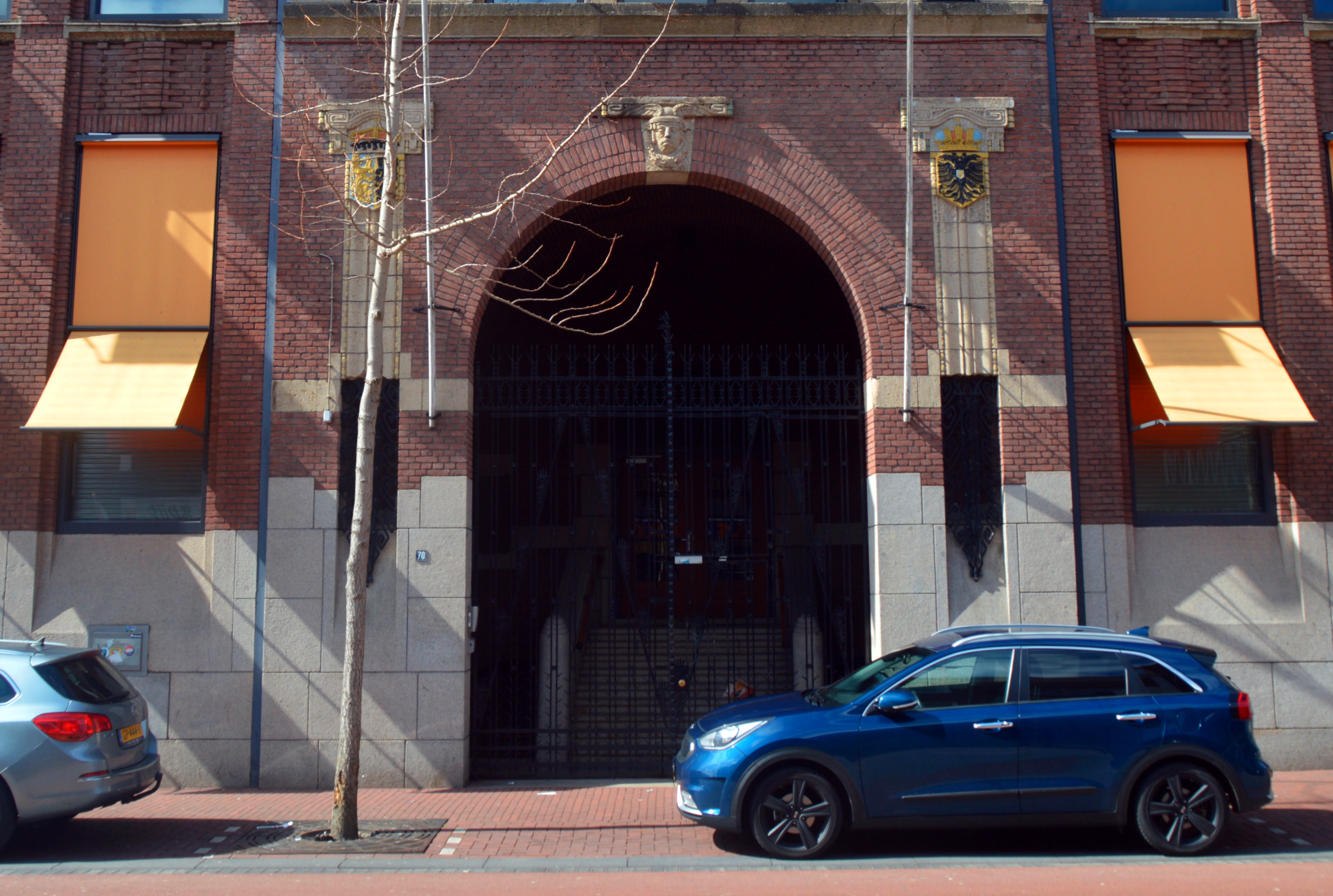
Wapens van de provincie Gelderland en de stad Nijmegen van Egidius Everaerts.
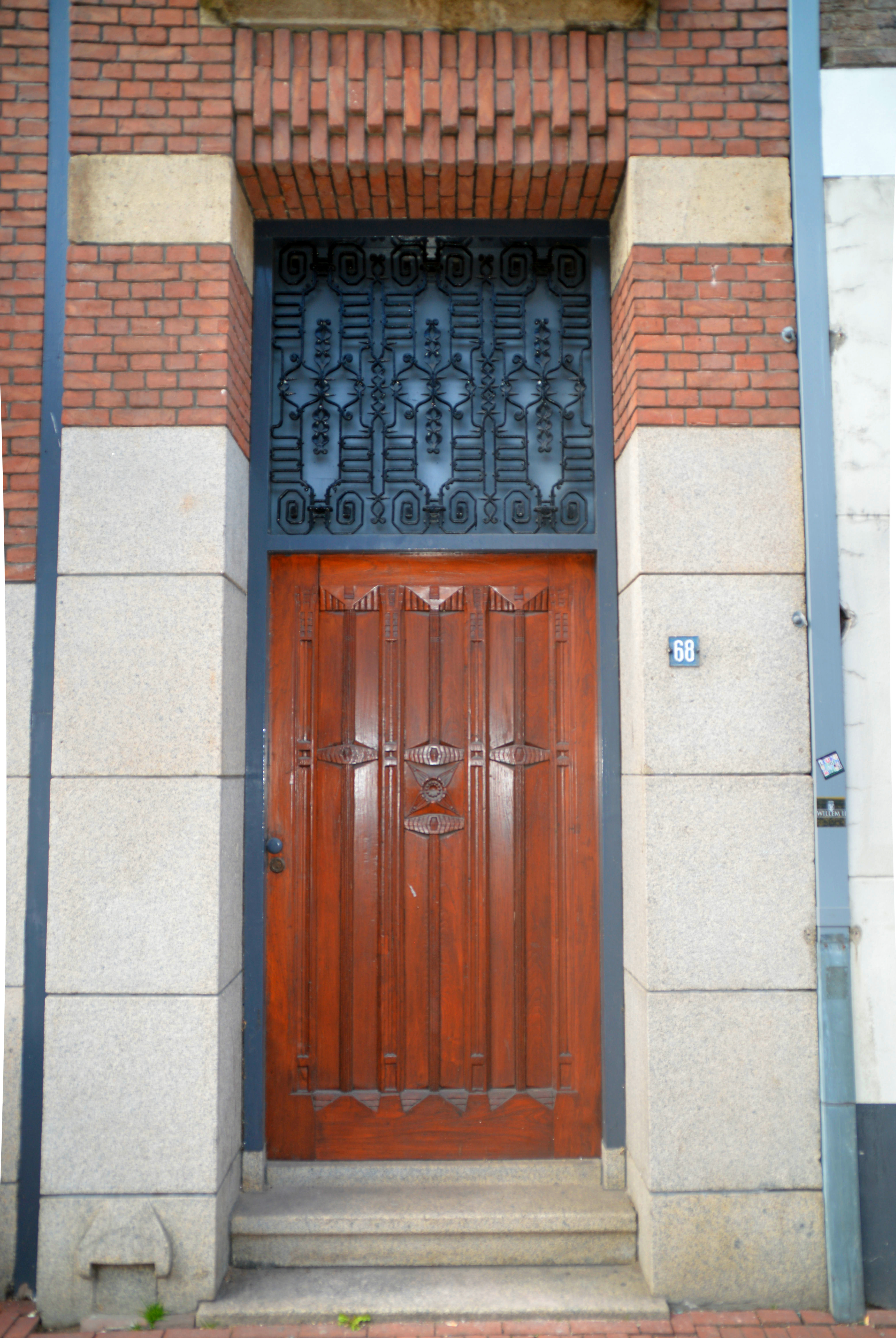
Deur